# Bellevalia spicata
Bellevalia spicata är en sparrisväxtart som först beskrevs av Constantine Samuel Rafinesque, och fick sitt nu gällande namn av Pierre Edmond Boissier. Bellevalia spicata ingår i släktet Bellevalia och familjen sparrisväxter. Inga underarter finns listade i Catalogue of Life.